# François-Louis de Pourroy de Lauberivière
François-Louis de Pourroy de Lauberivière, né le 16 juin 1711 à Grenoble et décédé le 20 août 1740 à Québec, est un ecclésiastique français. Il est évêque de Québec de 1739 à 1740.

## Biographie

### Jeunesse et études
Né le 16 et baptisé le 17 juin 1711, à Grenoble, en Dauphiné, il est le fils de Claude-Joseph Pourroy de Lauberivière, président de la Chambre des comptes du Dauphiné, et de Marie-Anne de Saint-Germain de Mérieux, et le frère de François-Zacharie de Pourroy de l'Auberivière de Quinsonas né en 1719.
Ordonné prêtre en 1735 et reçu docteur en théologie en 1738 de la Sorbonne.

### Évêque de Québec
Le 22 mars 1739, il est choisi par Louis XV comme successeur de Monseigneur Pierre-Herman Dosquet, pour lui succéder à l'évêché de Québec. Le pape Clément XII confirme cette élection, le 20 juillet les bulles arrivent à Paris le 16 août 1739. Il est sacré évêque de Québec la même année (1739) par Monseigneur Louis-François Duplessis de Mornay, ancien évêque de Québec.
Le 24 février 1740, il adresse, de Paris, à M. Thierry Hazeur-Delorme, grand pénitencier de la basilique-cathédrale Notre-Dame de Québec une procuration par laquelle celui-ci est autorisé à prendre possession du siège épiscopal de Québec en son nom, ce qui est fait le 20 juin 1740.
François-Louis de Pourroy de Lauberivière s'embarque le 10 juin 1740 à La Rochelle, arrivé au Grands Bancs de Terre-Neuve, se déclare une fièvre accompagnée de "transports de cerveau" (selon l'expression de l'intendant Gilles Hocquart) et parfois d'éruptions. Les passagers du bateau sont dans un état tel que peu de gens peuvent faire les manœuvres. Des matelots de Québec sont amenés à bord pour atteindre le port.
Sous les conseils de l'intendant Gilles Hocquart, de Lauberivière descend du navire à l'île aux Coudres et effectue le reste du trajet en chaloupe. Il arrive à Québec le 8 août 1740, encore en santé selon le gouverneur Charles de la Boische, marquis de Beauharnois et l'intendant Gilles Hocquart. Il tombe malade de la même fièvre le 13 août et meurt le 20 août. Il est inhumé aussitôt, sans pompe, à cause de la maladie contagieuse, par M. de Lotbinière, doyen du chapitre. Le service solennel est célébré le 27 août 1740. Il est mort à l'âge de 29 ans.

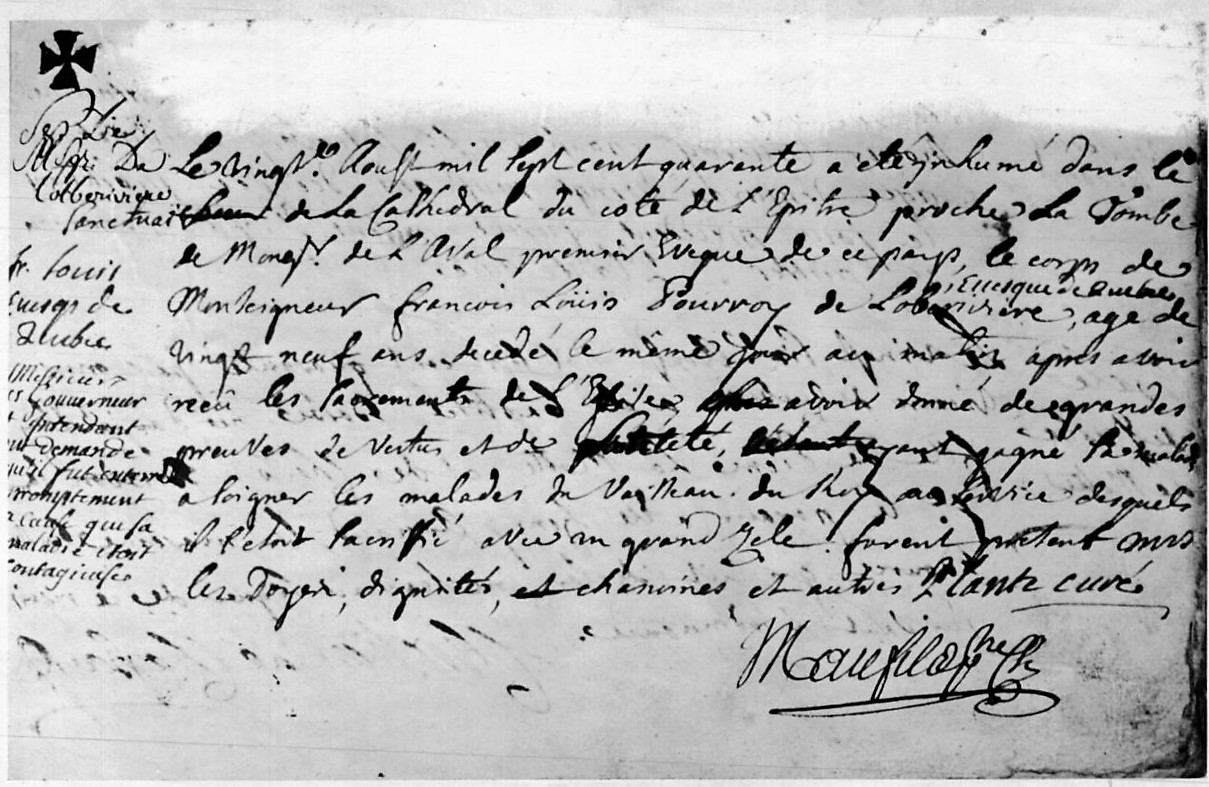
Acte de sépulture

## Hommages
Sont nommés en son honneur :

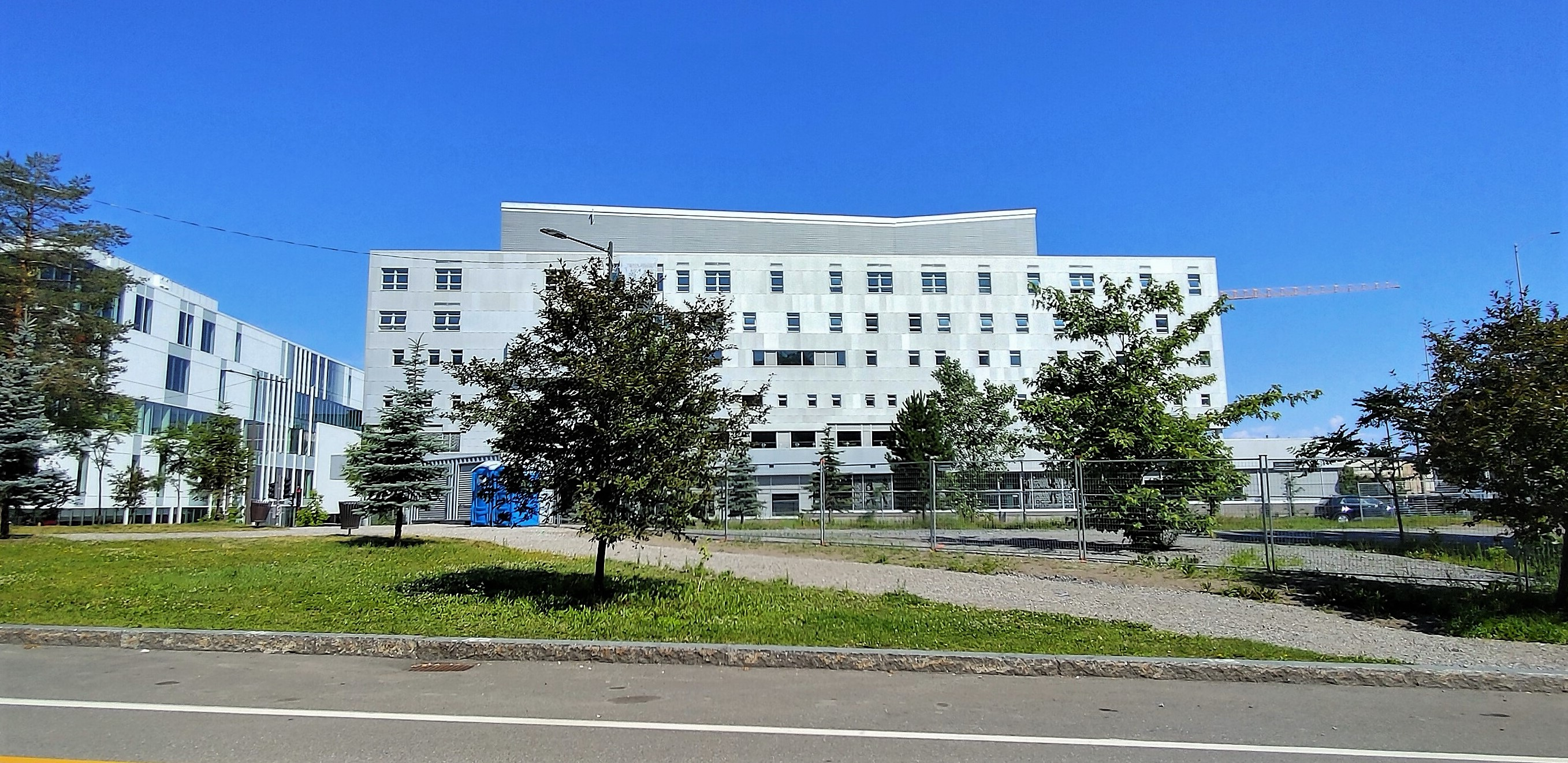
Maison de Lauberivière

- La maison de Lauberivière, fondée en 14 février 1983 par des communautés religieuses pour venir en aide aux sans-abris de Québec[2] ;
- Lauberivière, canton québécois situé dans la municipalité régionale de comté de Maria-Chapdelaine, au Saguenay–Lac-Saint-Jean ;
- La rue de Lauberivière, à Lévis.

## Sources
- (fr) Lucien Campeau, POURROY DE LAUBERIVIÈRE, François-Louis de Dictionnaire biographique du Canada en ligne
- Répertoire général du clergé canadien, par ordre chronologique depuis la fondation de la colonie jusqu'à nos jours, par Cyprien Tanguay, Montréal : Eusèbe Senécal & fils, imprimeurs-éditeurs, 1893.